# Strimmig trattnavling
Strimmig trattnavling (Pseudoclitocybe expallens) är en svampart som först beskrevs av Christiaan Hendrik Persoon, och fick sitt nu gällande namn av Meinhard (Michael) Moser 1967. Enligt Catalogue of Life ingår Strimmig trattnavling i släktet Pseudoclitocybe,  och familjen Tricholomataceae, men enligt Dyntaxa är tillhörigheten istället släktet Pseudoclitocybe,  och familjen trådklubbor. Arten är reproducerande i Sverige. Inga underarter finns listade i Catalogue of Life.

## Bildgalleri

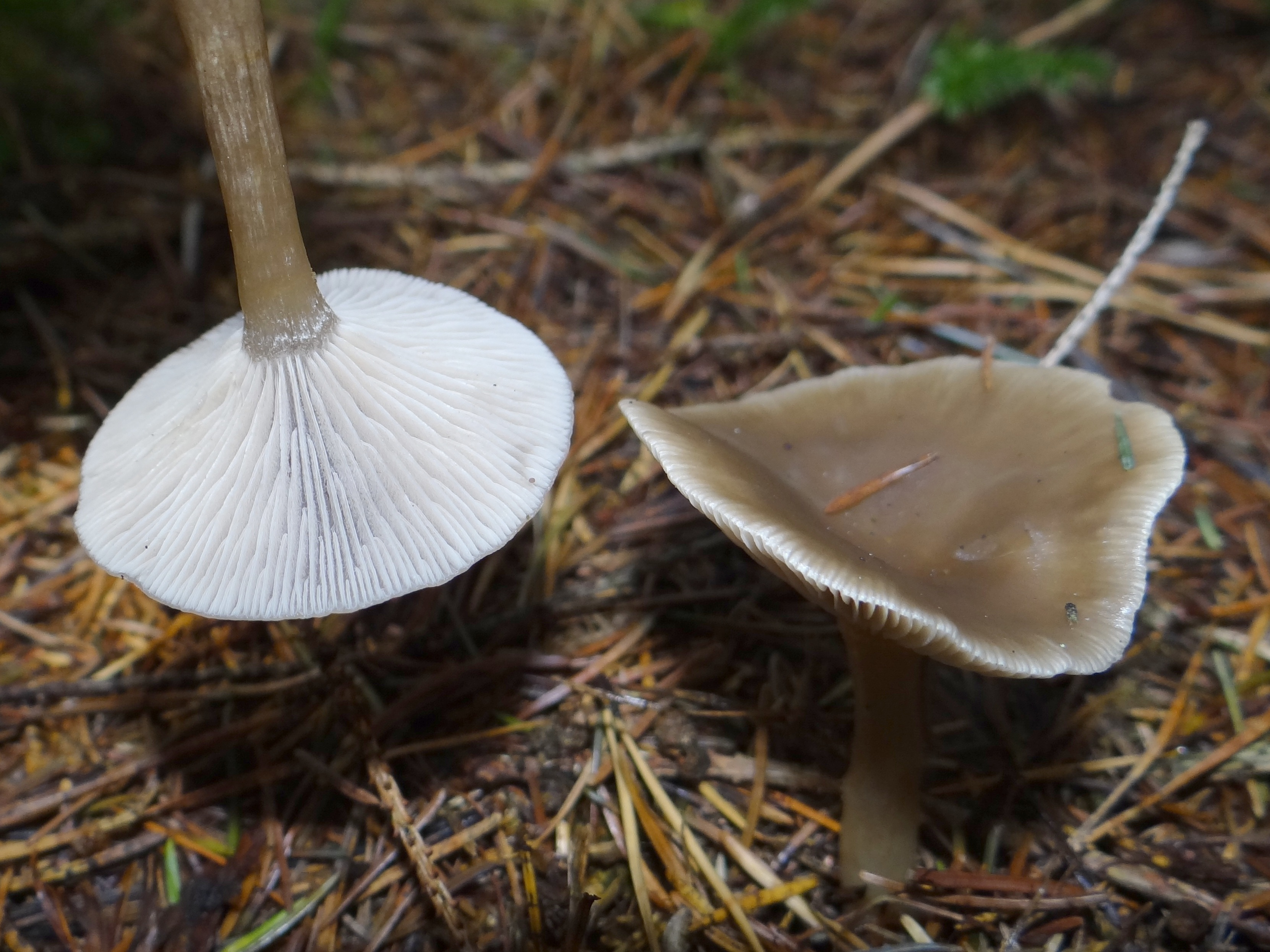